# Gilles Marchand (Soziologe)

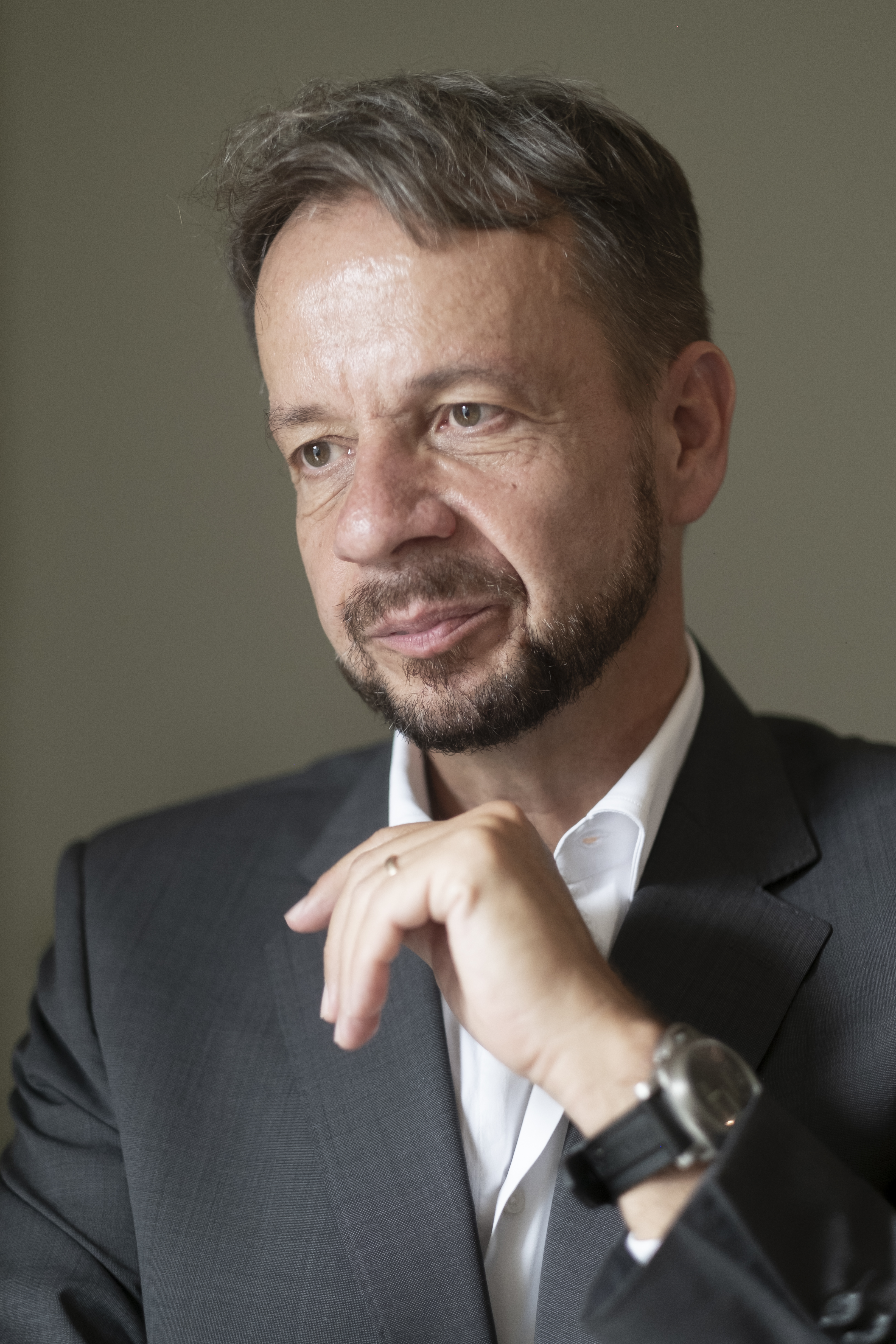
Gilles Marchand (2018)

Gilles Marchand (* 2. März 1962 in Lausanne) ist ein Soziologe mit französischen und schweizerischen Wurzeln. Er war von Oktober 2017 bis Oktober 2024 Generaldirektor der Schweizerischen Radio- und Fernsehgesellschaft (SRG).

## Leben
Gilles Marchand wuchs in Paris und Trélex nahe Nyon (VD) auf. Er besuchte die Schulen in Divonne und Ferney-Voltaire (F), wo er die Matura machte. Anschliessend nahm er an der Universität Genf das Studium der Soziologie auf, das er mit dem Master abschloss.
1985 wurde er Herausgeber von Kunstbüchern und Führern bei Chapalay et Mottier SA, bevor er zu Tribune Éditions, einer Tochtergesellschaft der Tribune de Genève, wechselte. 1988 wurde er Verantwortlicher für Leserforschung und Marketing der Tribune de Genève. Nach zweijähriger Tätigkeit als Consultant im Medienbereich wurde er 1993 Chef der Abteilung Leserforschung und Marketing und 1998 Direktor von Ringier Romandie, Herausgeberin von L’Hebdo, L’iilustré, TV8, Edelweiss (heute Bolero), Montres Passion und Gault-Millau Schweiz.
2001 wurde er zum Direktor von Télévision Suisse Romande (TSR) gewählt. 2010 war er verantwortlich für die Zusammenlegung von Radio, Fernsehen und Online zu Radio Télévision Suisse (RTS), dessen Direktor er wurde. Er war ausserdem Mitglied der Generaldirektion der SRG sowie Stellvertreter des Generaldirektors. 2016 erfolgte seine Wahl zum Generaldirektor der SRG als Nachfolger von Roger de Weck mit Amtsantritt am 1. Oktober 2017. Im Januar 2024 wurde sein vorzeitiger Rücktritt für das laufende Jahr bekannt gegeben. Zu seiner Nachfolgerin wurde Susanne Wille gewählt.
Von 2013 bis 2017 war Gilles Marchand Mitglied ad personam der vom Bundesrat eingesetzten Eidgenössischen Medienkommission (EMEK). Bis 2015 war er Verwaltungsratspräsident der Publisuisse SA (Vermarktungsgesellschaft der SRG). Er ist auch Verwaltungsrat von TV5 Monde sowie Mitglied des Executive Board der European Broadcasting Union (EBU) und des strategischen Komitees der Universität Genf. Er hat «Les Médias Francophones Publics» ins Leben gerufen und war bis 2017 Präsident der Organisation.
Gilles Marchand ist mit Victoria Marchand verheiratet, Herausgeberin und Chefredaktorin von Cominmag, einer digitalen Marketing- und Kommunikationsplattform in der Westschweiz. Mit ihr hat er eine Tochter und einen Sohn. Er lebt seit seinem Amtsantritt als Generaldirektor der SRG in Bern. In seiner Freizeit reist und reitet er.